# Rhinotragus festivus
Rhinotragus festivus är en skalbaggsart som beskrevs av Perty 1832. Rhinotragus festivus ingår i släktet Rhinotragus och familjen långhorningar. Inga underarter finns listade i Catalogue of Life.